# Alice Glass

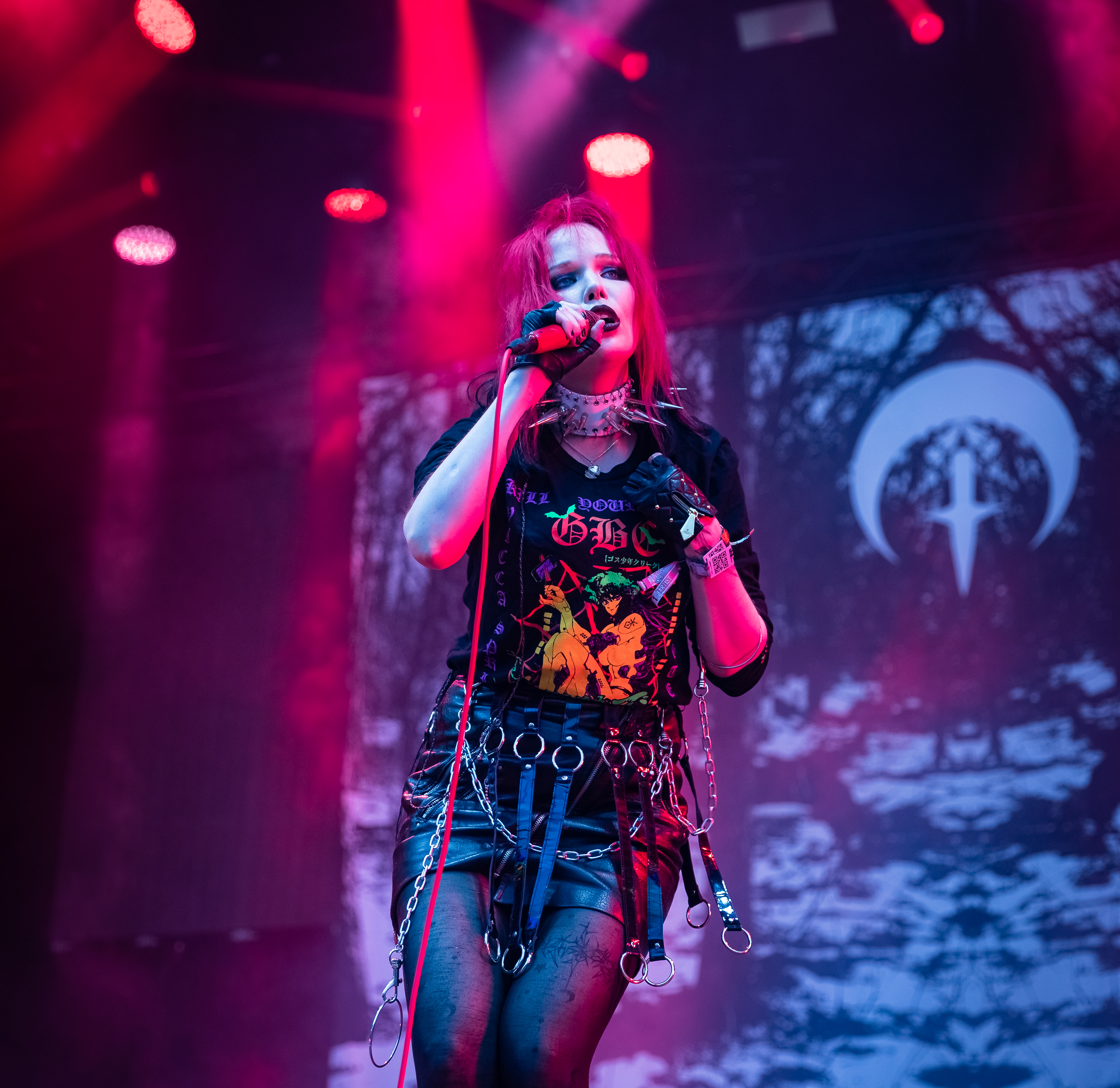
Alice Glass - Rock am Ring 2019

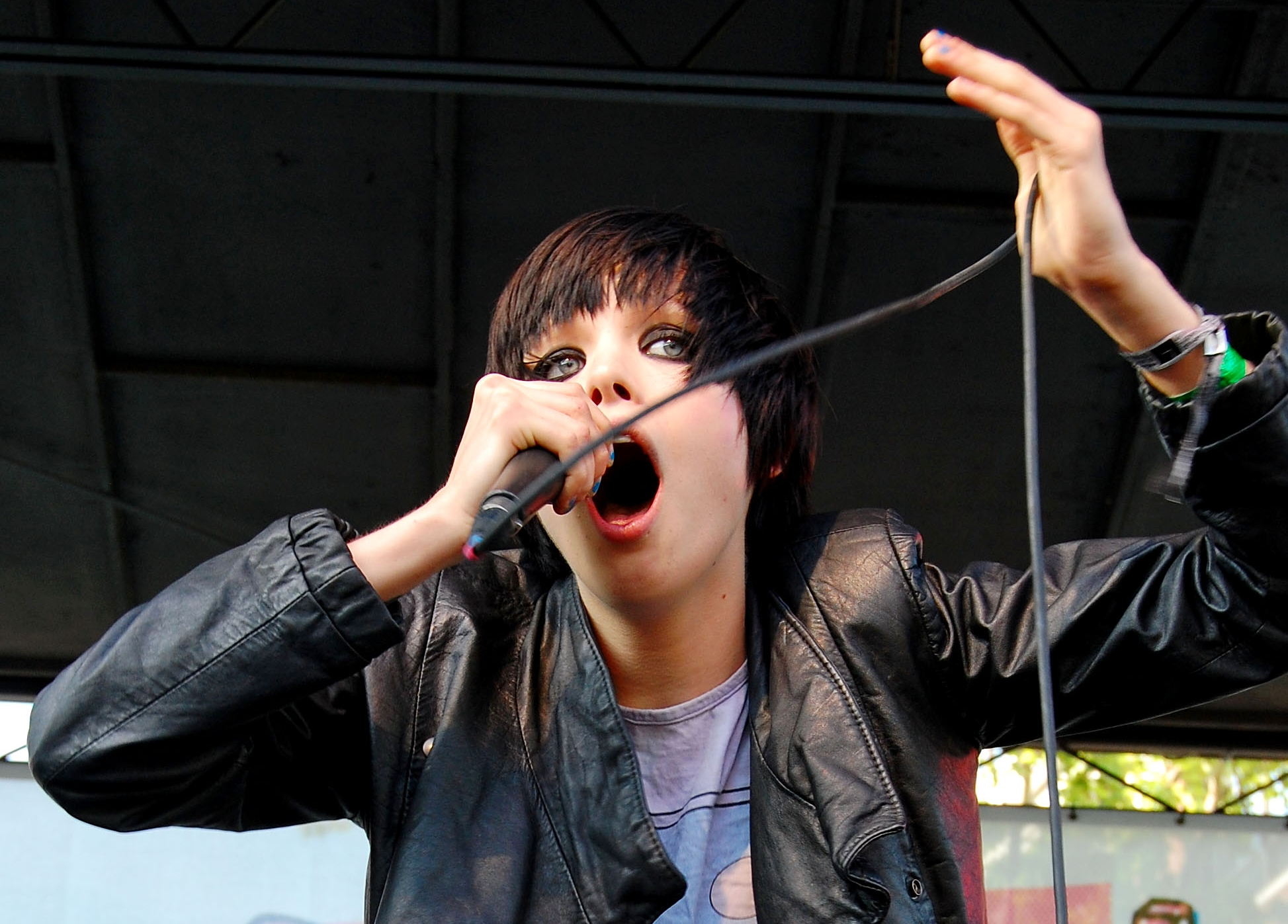
Glass in 2008

Alice Glass (Toronto, 23 augustus 1988) is een Canadese zangeres. Ze is bekend geworden als zangeres van het duo Crystal Castles.

## Biografie
Op haar veertiende liep ze weg van huis en begon ze een leven tussen krakende punkers. Tijdens haar schooltijd maakte ze deel uit van de band Fetus Fatale.
Een week na haar vijftiende verjaardag ontmoette ze Ethan Kath. Samen met hem nam ze vijf nummers op in de studio en vormt ze sindsdien Crystal Castles, een duo in elektronische en experimentele muziek. Op 8 oktober 2014 kondigde ze aan Crystal Castles te verlaten. 